# 浅野正恭
浅野 正恭（あさの まさやす、1868年1月22日（慶応3年12月28日） - 1954年（昭和29年）10月20日）は、明治から昭和初期にかけての海軍軍人。海軍中将正四位勲二等功五級。予備役後、新宗教「大本」に入信。大本脱退後は弟・浅野和三郎の創立した「心霊科学研究会」に参画。和三郎の死後は、その団体の主導的役割を担い、著作も多く残した。軍人時代に、「正恭」を「しょうきょう」と表記していたことがある。

## 経歴

### 出生
茨城県稲敷郡源清田村（現・稲敷郡河内町源清田）に代々医師を生業とする、浅野家の父・元斎（げんさい）（婿入り）と、母・かんの次男として生まれた。

### 海軍での経歴
- 1885年（明治18年）11月21日 海軍兵学校に入学。
- 1889年（明治22年）4月20日 海軍兵学校を卒業（海兵15期）。
- 1892年（明治25年）12月21日 海軍大学校丙号学生（1893年（明治26年）卒業）
- 1894年（明治27年）3月1日 防護巡洋艦「千代田」分隊長心得 
  - 12月9日 防護巡洋艦「千代田」分隊長・海軍大尉
- 1896年（明治29年）7月7日 海軍兵学校砲術教官兼監事
- 1899年（明治32年）9月29日 海軍少佐
- 1900年（明治33年）2月12日 砲術練習所教官兼海軍機関学校教官 
  - 6月14日 海軍機関学校教官と陸軍要塞砲兵射撃学校教官を兼任。
- 1902年（明治35年）1月18日 海軍大学校選科学生
- 1903年（明治36年）7月7日 海軍大学校教官
- 1905年（明治38年）1月12日 防護巡洋艦「松島」副長・海軍中佐
- 1907年（明治40年）2月28日 戦艦「鹿島」副長
- 1907年（明治40年）12月10日 再び海軍大学校の教官となり、1911年（明治44年）まで務める。
- 1910年（明治43年）3月19日 海軍大佐
  - 12月1日 造船監督官としてイギリス出張し、1911年（明治44年）4月まで務める。
- 1913年（大正2年）12月1日 一等戦艦「朝日」艦長
- 1914年（大正3年）12月1日 呉工廠砲煩部長・造兵監督官
- 1915年（大正4年）12月13日 海軍少将（勅任官）
- 1919年（大正8年）6月1日 海軍技術本部出仕
  - 12月1日 海軍中将・待命
- 1920年（大正9年）8月1日 予備役
- 1932年（昭和7年）12月28日 海軍を退役[2]。

### 心霊研究
1916年（大正5年）4月、弟の和三郎が新宗教「大本」（当時の皇道大本）の開祖出口なおと指導者出口王仁三郎に心酔し、大本に入信。同年11月に海軍機関学校の英語教官を辞職すると、12月に大本本部の置かれた京都府綾部に移住した。当初海軍少将であった正恭は、和三郎の大本入りに反対していた。しかし、正恭も大本に魅せられて入信し、和三郎と共に教団内での信望を集めた。ある信者は、後年「和三郎は終始大日本修斎会長として、兄の正恭は顧問として、大本運動の実権は全くこの兄弟の手に掌握され、出口王仁三郎氏はたゞ教主輔として神示を承るだけの御用として表に立つて直接信者をすることなく、大本の奥深く祭り上げられ、大本は殆ど浅野の大本であるかの如くになつて居たのであります」と回顧している。当時、和三郎達は「大正十年立替説（大正維新、二度目の天岩戸開き）」という終末論を全国に展開し、大本の影響力を恐れた日本政府は1921年（大正10年）2月12日、不敬罪と新聞紙法違反を理由に第一次大本事件で大本に弾圧を加えた。
その裁判中から、王仁三郎は発禁となった教典『大本神諭』に替わる新教典『霊界物語』の口述を開始、さらに蒙古電撃渡航など破天荒な行動で独自のカリスマを発揮しはじめる。この頃から、和三郎は王仁三郎を「精神異常者」とみなして愛想を尽かしはじめ、また霊魂の実在を科学的に証明しようとする意気込みを抱き、独自の活動を模索する。1923年（大正12年）3月23日、「心霊科学研究会」の創立大会が開かれる。1924年（大正13年）7月11日、和三郎は大本を脱退して綾部を去り、正恭も和三郎と行動を共にした。正恭の養子・遥は王仁三郎の娘・梅野と結婚していたため大本に残ったが、昭和3年に離婚して大本を離れた。1946年（昭和21年）には、日本心霊科学協会の設立に、顧問として関わっている。
正恭は、1954年（昭和29年）10月20日に数え88歳で亡くなるが、浅野遙の「父を偲ぶ」によれば、「父は自分の死期を、1ヶ月前から的確に10月20日といって皆に話していたのでしたが、全くその通りに10月20日に死亡しました」という。
1947年（昭和22年）11月28日、公職追放仮指定を受けている。

## 栄典
位階
- 1891年（明治24年）12月14日 - 正八位[12]
- 1894年（明治27年）12月28日 - 従七位[13]
- 1898年（明治31年）3月8日 - 正七位[14]
- 1899年（明治32年）11月27日 - 従六位[15]
- 1904年（明治37年）12月5日 - 正六位[16]
- 1909年（明治42年）12月27日 - 従五位[17]
- 1915年（大正4年）1月30日 - 正五位[18]
- 1919年（大正8年）12月1日 - 従四位[19]
- 1920年（大正9年）8月20日 - 正四位[20]

勲章等
- 1895年（明治28年）11月18日 - 勲六等瑞宝章・功五級金鵄勲章[21]・明治二十七八年従軍記章[22]
- 1901年（明治34年）11月30日 - 勲五等瑞宝章[23]
- 1905年（明治38年）11月30日 - 勲四等瑞宝章[24]
- 1906年（明治39年）4月1日 - 勲三等旭日中綬章・明治三十七八年従軍記章[25]
- 1909年（明治42年）4月18日 - 皇太子渡韓記念章[26]
- 1918年（大正7年）5月25日 - 勲二等瑞宝章[27]
- 1940年（昭和15年）8月15日 - 紀元二千六百年祝典記念章[28]

## 著作
- 『最近世界海軍力一斑』浅野正恭　著、金港堂 発行、明治35年8月
- 『最新軍艦標本精図』第1,2、浅野正恭、肝付兼行共著、躬行社 発行、明治37年6月
- 『富強乃母』浅野正恭　著、躬行社 発行、明治37年、6月
- 『古事記に拠る宇宙創造概観』浅野正恭 著、酒井印刷所 発行、大正11年
- 『科学より観たる古事記』浅野正恭 著、嵩山房 発行、昭和3年
- 『古事記生命の原理』浅野正恭 著、心霊科学研究会出版部、昭和7年発行
- 『日本精神の淵源　古事記生命の原理』浅野正恭 著、補再版、嵩山房 発行、昭和11年
- 『古事記日本の原理』浅野正恭 著、心霊科学研究会出版部、昭和18年
- 『古事記生命観』浅野正恭 著、青郷書房 発行、1952年（昭和27年）